# Guglielmi-Maler

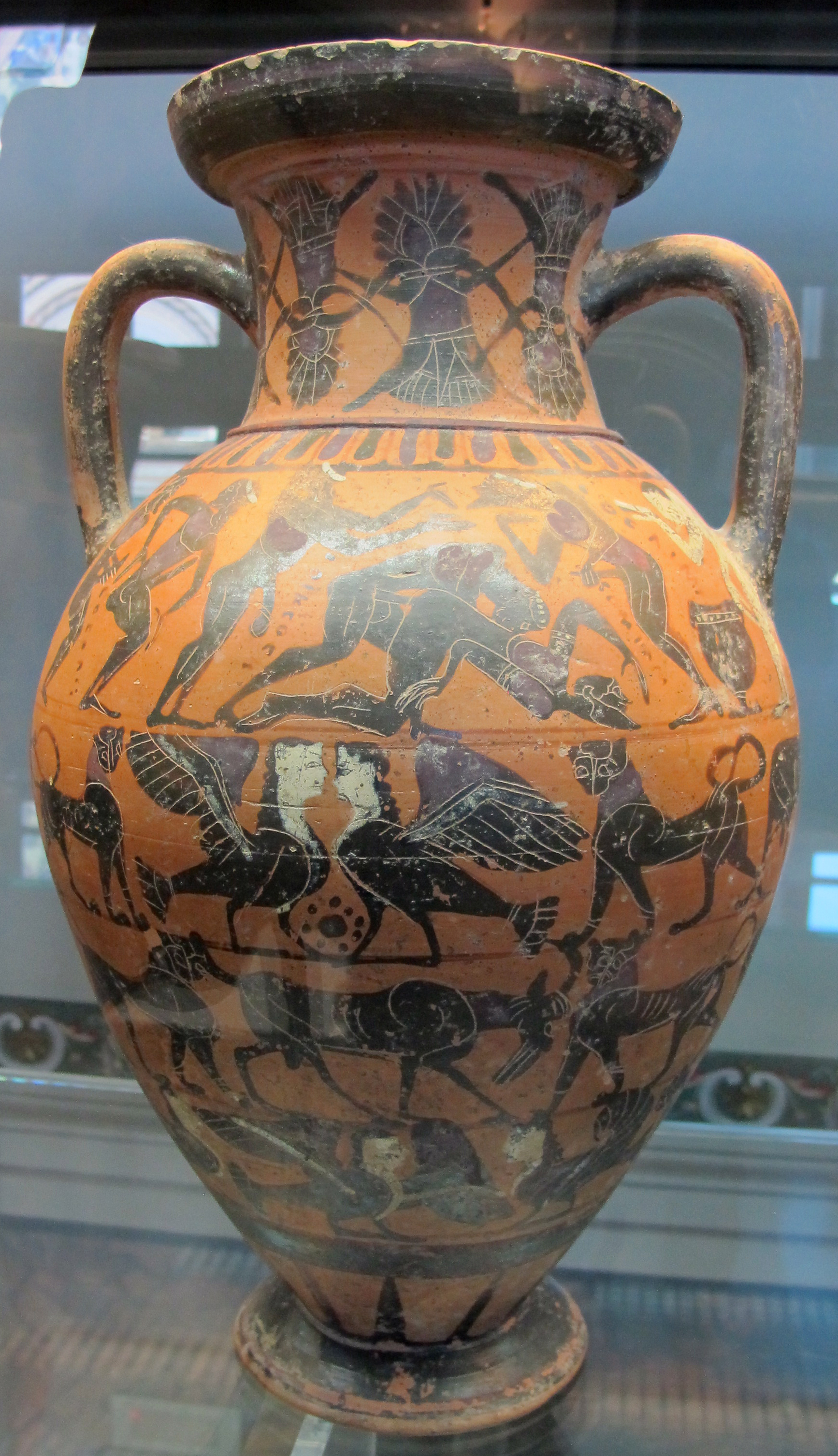
Tyrrhenische Amphore des Guglielmi-Maler mit dionysischen und sexuellen Motiven. Museo Claudio Faina, Orvieto.

Der Guglielmi-Maler war ein attischer Vasenmaler des schwarzfigurigen Stils. Seine Schaffenszeit wird in das zweite Viertel des 6. Jahrhunderts v. Chr. angesetzt.
Bekannt ist der Guglielmi-Maler vor allem für seine Zeichnungen auf Tyrrhenischen Amphoren. Seine Darstellungen sind nicht selten von erotischer Natur. Er war sehr schreibfreudig. John Boardman bezeichnet ihn als weniger talentiert. Seinen Notnamen bekam er, weil seine Namenvase einmal zur Sammlung Guglielmi gehörte. Der Guglielmi-Maler gehört zur Guglielmi-Gruppe, die nach ihm benannt ist.